# 勒莫纳斯泰尔
勒莫纳斯泰尔（法語：Le Monastère，法語發音：[lə mɔnastɛʁ]），法国南部城市，奥克西塔尼大区阿韦龙省的一个市镇，隶属于罗德兹区，其市镇面积为6.73平方公里，2022年1月1日时人口数量为2,301人，在法国城市中排名第4,772位。
勒莫纳斯泰尔位于阿韦龙省中部，省会罗德兹市区以南，是罗德兹近郊重要的卫星城，与罗德兹市区无缝连接。

## 地名来源
“勒莫纳斯泰尔”一名在现代法语中意为僧院，来源于拉丁语“monasterium”。

## 历史
勒莫纳斯泰尔历史上长期为普通村落，其中阿韦龙河右岸的一处聚落被称为“圣塞尔南堡”（Le Bourg-Saint-Cernin），法国大革命后成为阿韦龙省的一个市镇，并一度被更名为“布里亚讷堡”（Le Bourg-Briane）。1837年，圣塞尔南堡和位于阿韦龙河左岸的五个市镇：巴诺克尔（Banocres）、布托内（Boutonnet）、孔贝勒（Combelles）、富卢布（Foulloubous）、朗代讷（Rendeynes）合并，新组建的市镇被命名为“勒莫纳斯泰尔”。二战后，随着罗德兹的城市扩张，勒莫纳斯泰尔逐渐成为其卫星城，境内人口数量略有增加。

## 地理

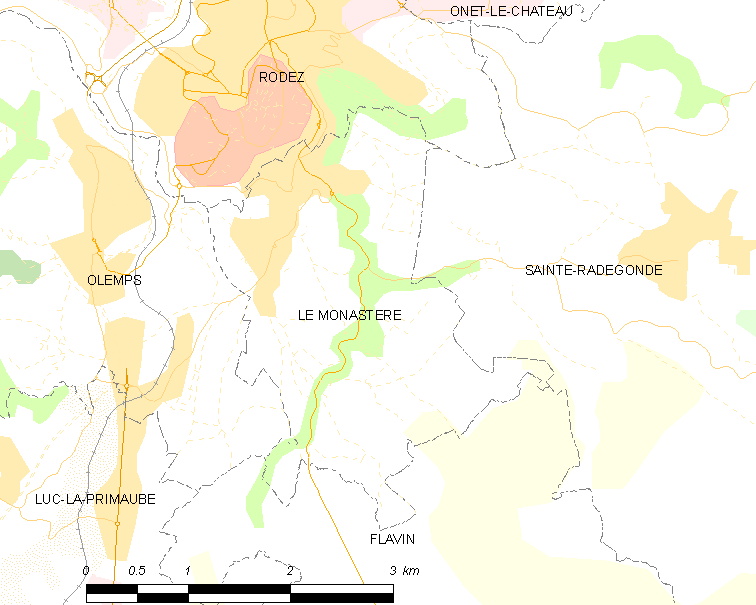
勒莫纳斯泰尔市镇范围地图

勒莫纳斯泰尔位于法国南部，奥克西塔尼大区北部和阿韦龙省中部，距离省会罗德兹大约1公里。与勒莫纳斯泰尔接壤的市镇包括：弗拉万、奥朗普斯、罗德兹、圣拉德贡德。

### 地形
勒莫纳斯泰尔位于法国中央高原腹地，境内以丘陵为主，市镇中心位于一处河谷之中，全境海拔在519到648米之间。

### 水文
阿韦龙河自东北向西南流经境内，另有布里亚讷河在此与其交汇，该河是塔恩河的一条支流，属于加龙河流域。

### 植被
勒莫纳斯泰尔属于温带阔叶混交林区，林地广泛分布于河流两岸。
在鲜花城市的评比中，勒莫纳斯泰尔暂未被评级。

### 气候
勒莫纳斯泰尔在柯本气候分类法中属于带有明显山地特征的温带海洋性气候。

## 行政区划
勒莫纳斯泰尔是法国奥克西塔尼大区阿韦龙省的一个市镇，编号为12146。勒莫纳斯泰尔隶属于罗德兹区、阿韦龙省第一选区和罗德兹第二县，同时也是罗德兹城市圈公共社区的组成部分。
法国国家统计与经济研究所（简称）在进行数据统计时，将勒莫纳斯泰尔及相邻的另外五个市镇设为罗德兹城市核心区，并将包括核心区在内的周边共38个市镇划为罗德兹城市区。自2020年起，罗德兹城市区被包含68个市镇的罗德兹城市辐射区代替。此外，还将勒莫纳斯泰尔市镇整体看作一个“块区”（IRIS）。

## 交通

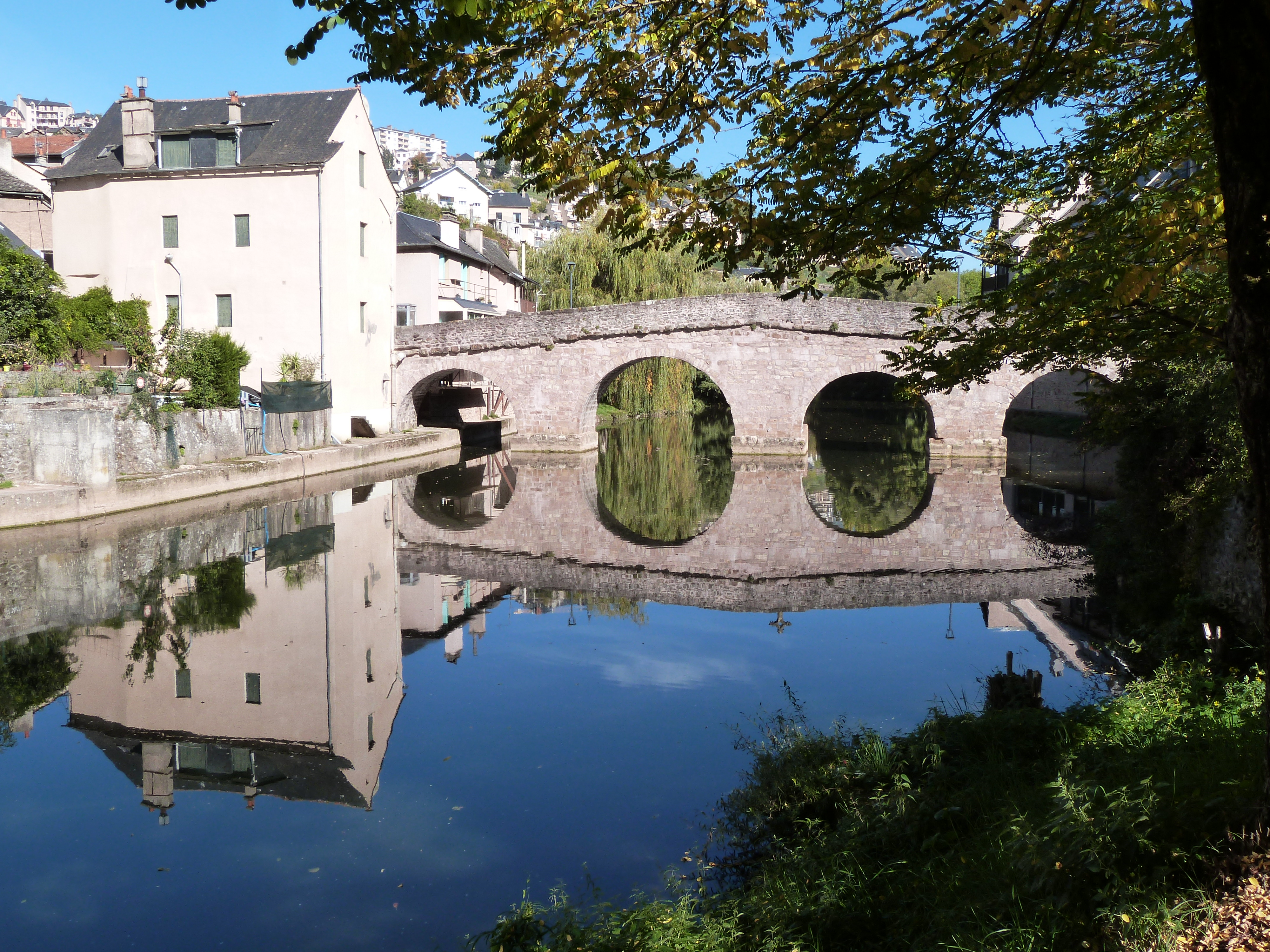
阿韦龙河上的石桥

### 公路
多条阿韦龙省省道在勒莫纳斯泰尔境内交汇，奥克西塔尼大区下属的城际客运提供巴士线路，可前往周边部分市镇。
2017年，87.4%的勒莫纳斯泰尔家庭拥有至少一辆私人汽车。2019年，勒莫纳斯泰尔境内共发生各类交通事故1起，造成1人受伤。

### 铁路
距离勒莫纳斯泰尔最近的铁路车站为罗德兹站。

### 航空
距离勒莫纳斯泰尔最近的民用航空站为罗德兹机场，距离勒莫纳斯泰尔市中心的公路里程约12.5公里，该机场每天开行直达巴黎的固定航班。

### 城市公共交通
勒莫纳斯泰尔是勒莫纳斯泰尔城市公共交通（商业名称为）是当地的城市公共交通系统。截至2021年5月，该系统共包括14条公交线路，其中H线和L线经过勒莫纳斯泰尔市区。

## 政治

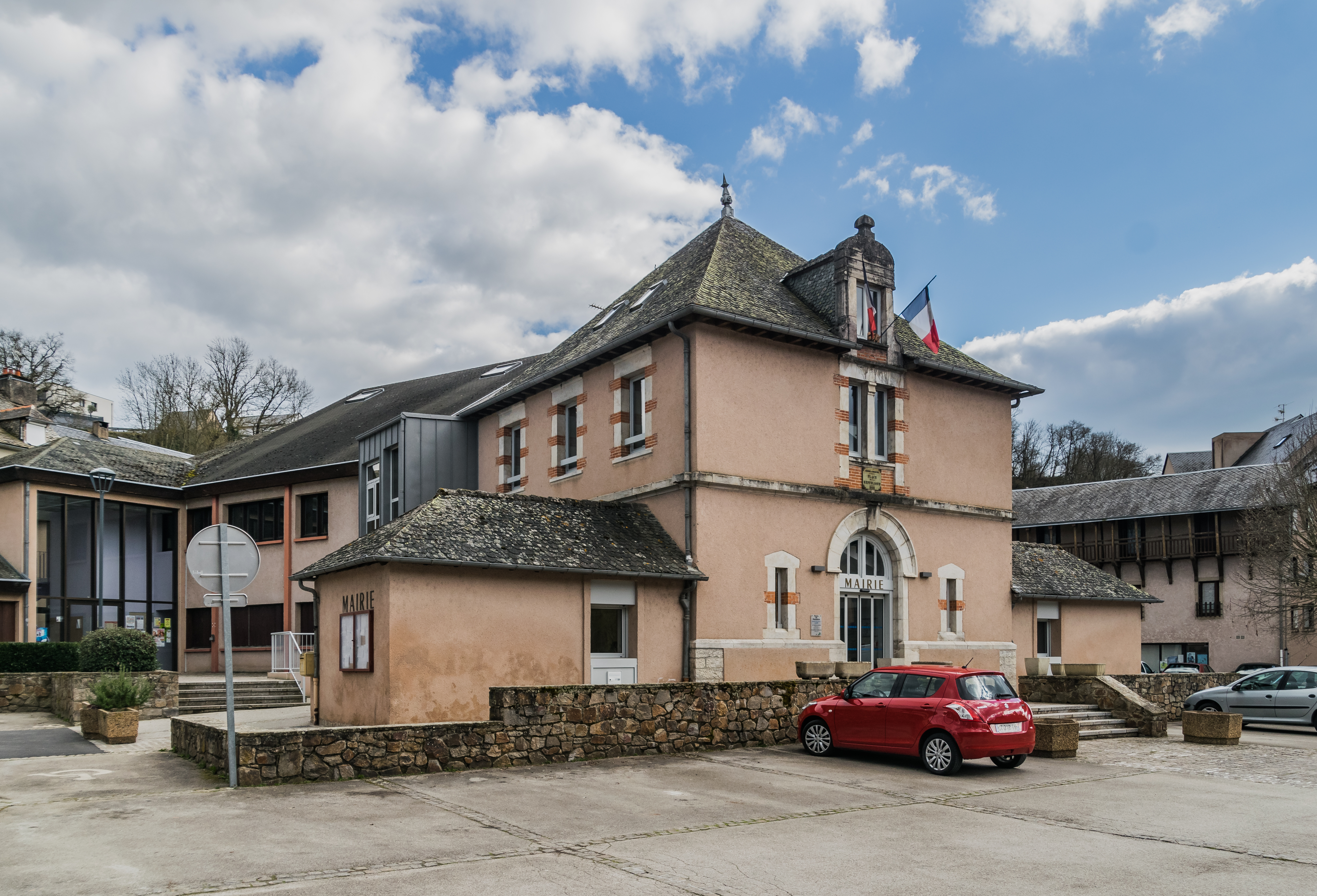
勒莫纳斯泰尔市政厅

勒莫纳斯泰尔的现任市长为雅克·蒙托雅先生（Jacques Montoya），他是一名无党派人士的一名成员，在2020年的市政选举中获得了100%的支持率（没有其他候选人）。
在2017年的法国总统大选中，法国第25任总统埃马纽埃尔·马克龙在勒莫纳斯泰尔获得了77.01%的支持率。

## 人口
2018年，勒莫纳斯泰尔市镇人口数量为2,276，在法国排名第4,772位。其中男性1,149人，女性1,134人，75岁及以上人口占6.2%，外籍人口数量为368人，人口密度为338人/平方公里，当地居民被称为（男性）或（女性）。2019年，勒莫纳斯泰尔境内出生22人，死亡人口16人。
| 年份   | 1936 | 1946 | 1954 | 1962 | 1968 | 1975  | 1982  | 1990  | 1999  | 2006  | 2007  | 2012  | 2018  |
| ------ | ---- | ---- | ---- | ---- | ---- | ----- | ----- | ----- | ----- | ----- | ----- | ----- | ----- |
| 人口數 | 598  | 672  | 715  | 909  | 937  | 1,201 | 1,256 | 1,579 | 1,809 | 2,060 | 2,095 | 2,104 | 2,276 |

## 经济
勒莫纳斯泰尔是罗德兹的一个卫星城，当地共有各类用人单位252家，平均历史为15年，全部为中小型企业（PME）。是当地2019年营业额最高的企业，为2,581,555欧元。

## 财政收入
2019年，勒莫纳斯泰尔的财政收入总额为1,393,760欧元，财政支出总额为1,019,600欧元，当年的债务总额为1,115,930欧元。2020年，勒莫纳斯泰尔共获得183,020欧元的国家财政补助，比上一年减少了0.01%。
2017年，勒莫纳斯泰尔的人均月收入总额为2,062欧元，其中高级职员为3,455欧元，低于法国平均水平（4,214欧元）；中级职员为2,242欧元，低于法国平均水平（2,353欧元）；普通职员为1,613欧元，亦低于法国平均水平（1,690欧元）。
2017年，勒莫纳斯泰尔境内的青壮年（15至64岁）失业率为4.6%，当地60.3%的家庭拥有纳税资格，平均纳税2,646欧元，低于法国平均水平（3,888欧元）。

## 社会事务

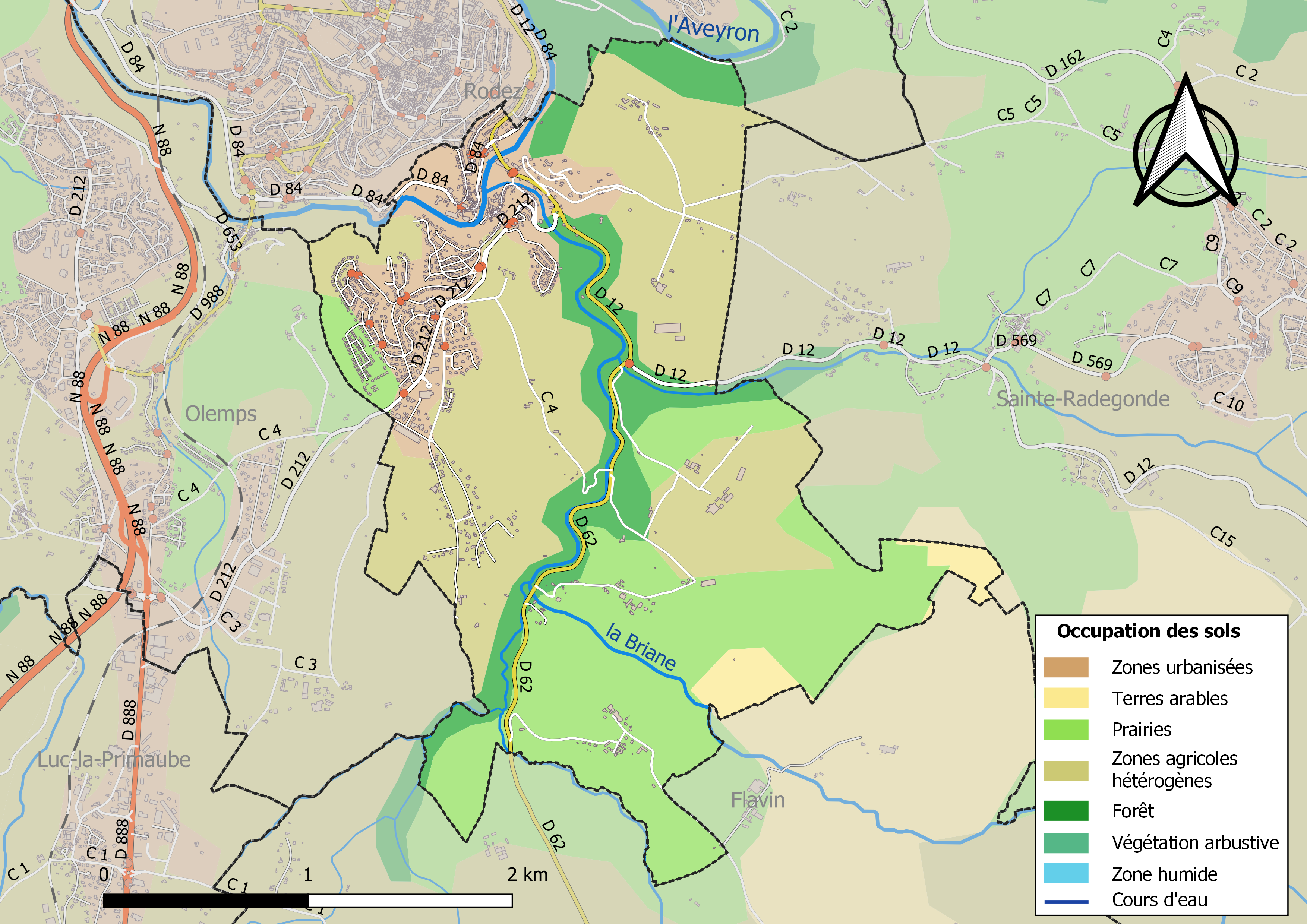
勒莫纳斯泰尔土地利用情况地图

### 教育
勒莫纳斯泰尔属于图卢兹学区。截止2019年1月1日，勒莫纳斯泰尔境内有1所小学。

### 医疗
截止2019年1月1日，勒莫纳斯泰尔境内共有全科医生3名、保健师3名和护士7名。境内共有药房1家。
勒莫纳斯泰尔是“罗德兹中心医院”（Centre Hospitalier de Rodez）的服务范围，后者是法国的一个区域性医疗机构，其主病区“雅克·皮埃尔医院”（Hôpital de Jacques Puel）位于罗德兹市区，设有床位433个，是当地规模最大的公立综合性医院。

### 住房
2017年，勒莫纳斯泰尔境内共有各类住房1,071套，其中76.8%为独立式居民区，23.1%为集中式居民区。常住房屋占勒莫纳斯泰尔市镇范围内居民建筑总量的91.1%。
在住房保障政策方面，2017年，勒莫纳斯泰尔境内共有96户家庭获得了住房经济补助，受益人数占总人口数量的4.2%，其中74份为房租补助。

### 商业
2019年，勒莫纳斯泰尔境内共有各类实体商铺41家，其中餐厅6家、面包房1家、书店1家、美容美发店4家、汽车维修店3家。距离勒莫纳斯泰尔大约5公里的奥内堡境内建有大型开放式商业街区。

### 体育
2019年，勒莫纳斯泰尔境内共有1间体育馆、5处网球场、1处马术场和2处足球或橄榄球场。
勒莫纳斯泰尔足球俱乐部（F.C. Monastérien）是当地的一支足球队，2021至2022赛季参加阿韦龙省足球联赛。

### 环境
勒莫纳斯泰尔的环境事务由其所属的公共社区负责。2019年，勒莫纳斯泰尔境内暂无污染企业。

### 治安
2014年，勒莫纳斯泰尔及附近地区共发生各类案件1,476起，其中盗窃类案件803起，经济类案件204起，毒品交易类案件79起。

## 文化

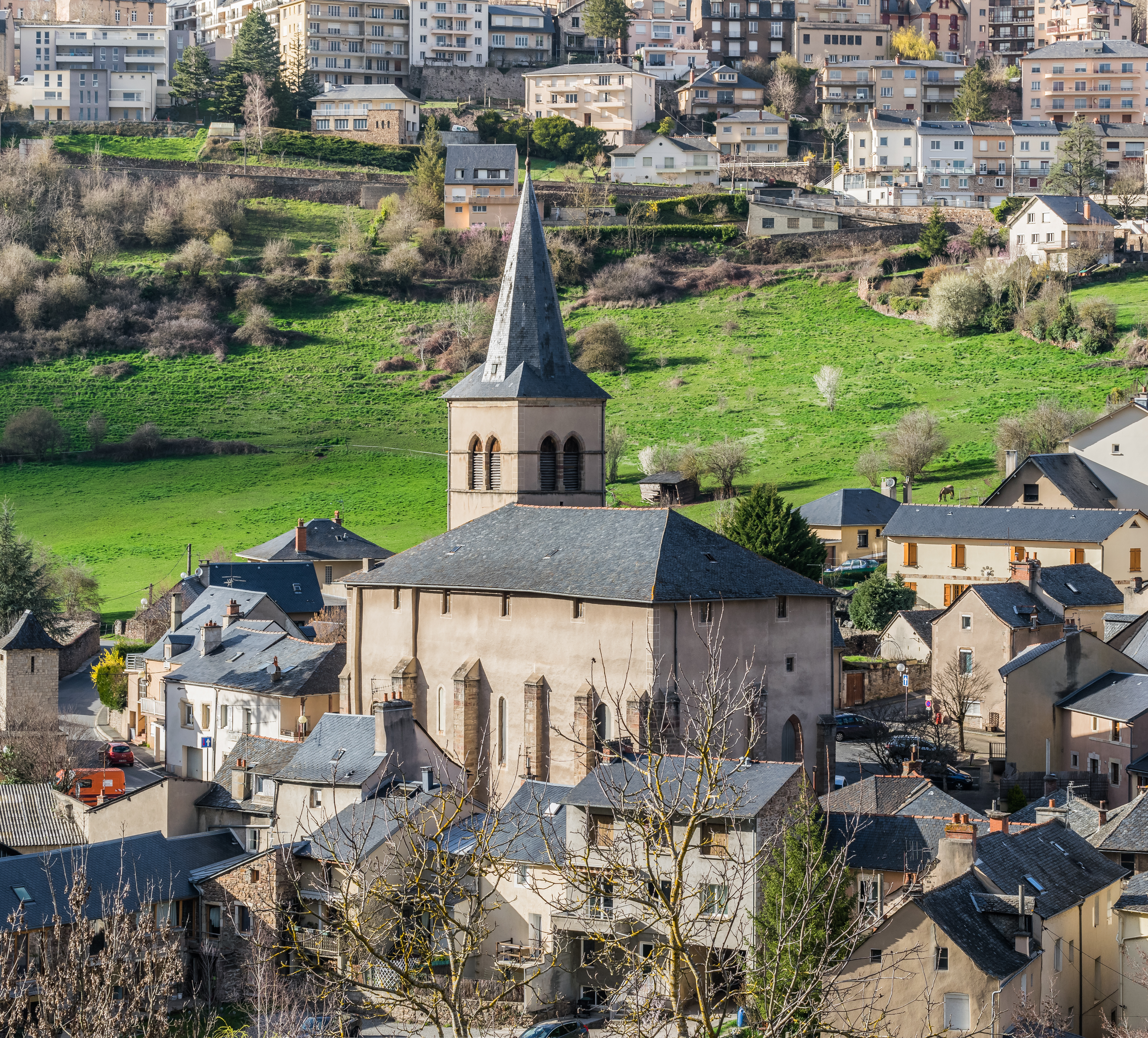
圣艾蒂安-圣布莱斯教堂

2019年，勒莫纳斯泰尔境内暂无任何文化设施。

### 建筑
勒莫纳斯泰尔境内有多处历史建筑，其中勒莫纳斯泰尔圣艾蒂安-圣布莱斯教堂（Église Saint-Étienne-et-Saint-Blaise du Monastère）是法国国家文物保护单位。

### 旅游
勒莫纳斯泰尔的旅游事务由其所属的公共社区负责。2020年，勒莫纳斯泰尔境内暂无任何游客接待设施。

### 媒体
法国主要的媒体均可在勒莫纳斯泰尔接收，法国电视三台下属的奥克西塔尼大区频道在部分时段播出勒莫纳斯泰尔所属区域的地方新闻。

## 友好城市
截至2021年5月，勒莫纳斯泰尔暂未建立任何友好城市关系。